# Basim
Basim (født Anis Basim Moujahid den 4. juli 1992 i Danmark) er en dansk popsanger og sangskriver af marokkansk oprindelse, bl.a. kendt for sin deltagelse i den danske udgave af X Factor i 2008, samt deltagelse for Danmark ved Eurovision Song Contest 2014 med nummeret "Cliche Love Song". Som sangskriver har Basim været med til at skrive hits som "Hvor er du bro?" (2016), "Sydpå" (2018) og "Glad" (2018) til Bro. "Sydpå" var det største hit på hitlisten i Danmark i 2018..

## Karriere
Basim deltog som 15-årig i 2008-udgaven af talentprogrammet X Factor og nåede til kvartfinalen, før han blev stemt ud. Basim udgav i 2008 albummet Alt det jeg ville have sagt, blandt andre sammen med musiker og X Factor-dommer, Remee, som han også tog rundt til forskellige byer for at optræde med. Han udgav den 19. oktober 2009 sit andet album, Befri dig selv, hvorfra titelnummeret er første single. Han har også deltaget i 2009-udgaven af Vild med dans, hvor han dansede sammen med Claudia Rex, de endte på en 9. plads. Han konkurrerede også på den skandinaviske version af Wipeout i 2010, men det lykkedes ikke at klare sig forbi kvalifikationen.
Basim skrev i februar 2013 kontrakt med musikforlaget Warner/Chappell Music, der skal varetage hans rettigheder som sangskriver.
Også i 2013 blev han engageret til at spille rollen som Sonny i musicalen Grease der i februar 2014 havde premiere i Tivoli.
Den 8. marts 2014 vandt han Dansk Melodi Grand Prix 2014 med sangen "Cliche Love Song", som han selv har været med til at skrive. Han repræsenterede efterfølgende Danmark med denne sang ved Eurovision Song Contest 2014 i København. Sangen gik direkte i finalen den 10. maj, da Danmark som værtsland var direkte kvalificeret. Her endte den på en niendeplads med 74 point.
Ved Dansk Melodi Grand Prix 2014 deltog Basim desuden som sangskriver med nummeret "Vi finder hjem", sunget af Emilie Moldow.
I 2016 har Basim skrevet to sange til det japanske boyband Generations from Exile Tribe som gik nummer 1 i Japan.
Til Eurovision Song Contest 2016 fungerede han som dansk jurymedlem.
i 2024 blev det afsløret at han deltager i Dansk Melodi Grand Prix igen denne gang med sangen Johnny, han fik andenpladsen i finalen med 34 procent af stemmerne han fik 15 procent fra juryerne og 19 procent fra seerne.

## Diskografi

### Album
| Titel                       | Albumdetaljer                                                                 | Højeste placering |
| Titel                       | Albumdetaljer                                                                 | Danmark           |
| --------------------------- | ----------------------------------------------------------------------------- | ----------------- |
| Alt det jeg ville have sagt | - Udgivet: 13. oktober 2008 - Selskab: Universal Music - Format: CD, download | 8                 |
| Befri dig selv              | - Udgivet: 19. oktober 2009 - Selskab: Universal Music - Format: CD, download | 21                |

### EP'er
- 5 (2013)

### Singler
| År                                                               | Titel                                            | Højeste placering | Certificering                          | Album                       |
| År                                                               | Titel                                            | Danmark           | Certificering                          | Album                       |
| ---------------------------------------------------------------- | ------------------------------------------------ | ----------------- | -------------------------------------- | --------------------------- |
| 2008                                                             | "Alt det jeg ville have sagt"                    | 34                |                                        | Alt det jeg ville have sagt |
| 2008                                                             | "Jeg vil"                                        | 26                |                                        | Alt det jeg ville have sagt |
| 2009                                                             | "Baby, jeg savner dig"                           | —                 |                                        | Alt det jeg ville have sagt |
| 2009                                                             | "Lad ikke solen gå ned" (featuring Lis Sørensen) | 15                |                                        | Befri dig selv              |
| 2009                                                             | "Befri dig selv"                                 | —                 |                                        | Befri dig selv              |
| 2011                                                             | "Ta' mig tilbage"                                | 30                |                                        |                             |
| 2012                                                             | "I dine hænder"                                  | —                 |                                        |                             |
| 2013                                                             | "Brænder inde" (featuring Line)                  | —                 |                                        | 5                           |
| 2014                                                             | "Cliché Love Song"                               | 2                 | - Platin (streaming) - Guld (download) |                             |
| 2014                                                             | "Picture in a Frame"                             | —                 |                                        |                             |
| 2015                                                             | "Kostbar"                                        |                   |                                        |                             |
| 2017                                                             | "Comme Ci Comme Ça" (feat. Gilli)                | 3                 |                                        |                             |
| 2017                                                             | "Aji Aji"                                        | 6                 |                                        |                             |
| 2018                                                             | "Tilfældigt" (feat. Benny Jamz)                  |                   |                                        |                             |
| "—" markerer en udgivelse der ikke opnåede en hitlisteplacering. |                                                  |                   |                                        |                             |

## X Factor
| Dato     | Tema          | Kunstner              | Nummer                       | Resultat                                                |
| -------- | ------------- | --------------------- | ---------------------------- | ------------------------------------------------------- |
| 08/02-08 | Tjeklisten    | Christian Brøns       | "Du Kan Gøre Hvad Du Vil"    | Blev stemt direkte videre til næste live show af seerne |
| 15/02-08 | Filmhits      | High School Musical 2 | "You Are The Music In Me"    | Blev stemt direkte videre til næste live show af seerne |
| 22/02-08 | Disco         | Kool & the Gang       | "Celebration"                | Blev stemt direkte videre til næste live show af seerne |
| 29/02-08 | Syng Dansk    | Jakob Sveistrup       | "Tænder På Dig"              | Blev stemt direkte videre til næste live show af seerne |
| 07/03-08 | Big Band      | Frankie Valli         | "Can't Take My Eyes Off You" | I farezonen men gik videre                              |
| 20/03-08 | Anne Linnet   | Anne Linnet           | "Glor På Vinduer"            | Blev stemt ud af X Factor af seerne                     |
| 20/03-08 | Elvis Presley | Elvis Presley         | "Always On My Mind"          | Blev stemt ud af X Factor af seerne                     |